# 천서경성
천서경성(天瑞景星, 915년 ~ 916년)은 대장화(大長和) 숙문제(肅文帝) 정인민(鄭仁旻)의 세번째 연호이다.

## 연대 대조표
| 천서경성   | 원년       | 2년        |
| 서기(西紀) | 915년      | 916년      |
| 간지(干支) | 을해(乙亥) | 병자(丙子) |

## 동시대 연호
| 이전 연호 시원(始元) | 중국의 연호 대장화(大長和) | 다음 연호 안화(安和) |